# 9477 Kefennell
A 9477 Kefennell (korábbi nevén 1998 QK41) a Naprendszer kisbolygóövében található aszteroida. A LINEAR projekt keretében fedezték fel 1998. augusztus 17-én.
A bolygót Katherine Elizabeth Fennell (1999–) amerikai középiskolai diákról, a 2012-es Broadcom MASTERS matematikai és természettudományi verseny döntőséről nevezték el.

## Kapcsolódó szócikk
- Kisbolygók listája (9001–9500)